# Mount Fox (Anare-Nunatakker)
Mount Fox ist ein 1980 m hoher Berg im ostantarktischen Mac-Robertson-Land. Er ragt in den Anare-Nunatakkern auf. Seine Nord- und Westhänge sind bis zum Gipfel vereist, während sein Osthang durch blanken bräunlichen Fels gekennzeichnet ist.
Eine Mannschaft unter Leitung des australischen Polarforschers John Mayston Béchervaise (1910–1998) besuchte ihn im November 1955 im Rahmen der Australian National Antarctic Research Expeditions. Das Antarctic Names Committee of Australia benannte ihn nach Leon Neville Eugene Jennings-Fox (1929–2011), Wetterbeobachter und Schlittenhundebetreuer auf der Mawson-Station im Jahr 1955.